# Орлеане
47°54′ пн. ш. 1°54′ сх. д. / 47.9° пн. ш. 1.9° сх. д.
Орлеане́ (фр. Orléanais) — історична провінція Французького королевства, що складалась з територій колишніх Орлеанського, Шартрського і Блуаського графств.
Ім'я провінції походить від назви Орлеана, його головного міста і традиційної столиці. Місцевість навколо Орлеану на берегах річки Луара у часи Римської імперії була відома як pagus Aurelianensis. Вона була у володінні сімейства Капетингів ще до коронування Гуго Капету королем Франції в 987, і у 1344 Філіп VI надав землі з титулом герцога Філіпу Валуа (помер у 1375), одному з його молодших синів. Провінція Орлеане проіснувала до Французької Революції.
Орлеане був також діалектом французької мови, якою розмовляли в провінції Орлеане до початку XIX століття.